# Вероніка Морська
Вероніка Морська (нар. 2011, Біла Церква, Україна) — українська співачка, яка виявила талант до співу з раннього дитинства.

## Життєпис
Вероніка народилася в місті Біла Церква. Вона з ранніх років виявляла інтерес до музики та співу. Її батьки: мати працює викладачем валеології,  а батько — майстер спорту України з плавання. У рідному місті Вероніка займалася співом у вокальному ансамблі «Співограй» при центрі дитячої позашкільної освіт «Соняшник», під керівництвом викладачки Ольги Гаврилюк. У 2017 році, у віці шести років, Вероніка стала переможницею шоу Україна має талант. Діти-2, виконуючи пісню Ніни Матвієнко «Квітка-душа». Її виступ отримав схвальні відгуки від суддів і глядачів.
Після перемоги на шоу, вона продовжила вдосконалювати свої вокальні навички, беручи участь у різних музичних конкурсах та фестивалях. Зокрема, у 2017 році здобула перемогу у категорії «Народний спів» на фестивалі «Чорноморські ігри» у Скадовську.
У 2019 році Вероніка брала участь у шоу Голос. Діти в команді DZIDZIO, де дійшла до півфіналу.

### Еміграція до Нідерландів
Унаслідок повномасштабного російського вторгнення в Україну Вероніка разом із родиною переїхала до Нідерландів. У цій країні вона продовжила музичну діяльність. Зокрема, виконала Гімн України на стадіоні «Йоган Кройф Арена» перед благодійним футбольним матчем між командами «Аякс» і «Шахтар».
Вероніка також виконала український гімн на благодійному марафоні «Біжу за Україну», який організувала Фундація українців у Нідерландах «Ватага».

У 2024 році вона стала фіналісткою нідерландського національного відбору на Дитяче Євробачення. Вона виконала пісню The Cranberries "Zombie". 
"Це пісня-протест проти війни, і з моїм минулим, я думаю, що вона дуже добре підходить мені. Я також хочу додати, що сподіваюся, що війна закінчиться якнайшвидше, і не тільки в Україні, а й у всіх країнах, де зараз триває війна", – сказала українка.
У березні 2025 року Вероніка Морська виступила на церемонії вручення престижної нідерландської медалі «гезів» у присутності короля Нідерландів Віллема-Олександра.

## Творчість
Вероніка Морська відзначається проникливим виконанням  як народних пісень, так і сучасних композицій. Її виступи характеризуються глибоким емоційним змістом і технічною майстерністю.